# Murowana Goślina (gmina)

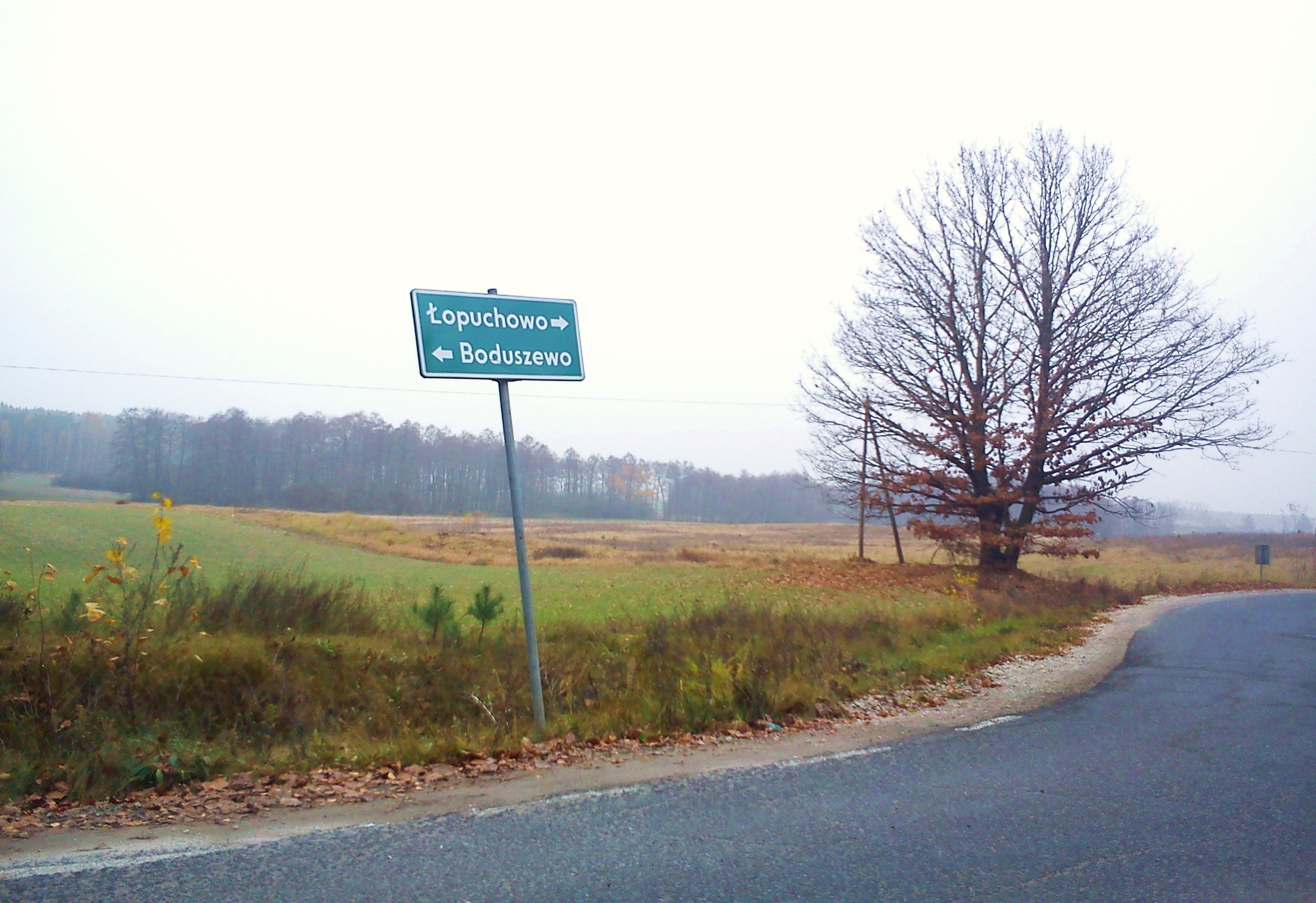
Krajobraz gminy

Murowana Goślina – gmina miejsko-wiejska w województwie wielkopolskim, w powiecie poznańskim. W latach 1975–1998 gmina położona była w województwie poznańskim.
Siedziba gminy to Murowana Goślina.
Według danych z 2019 roku gminę zamieszkiwały 16 864 osoby.

## Struktura powierzchni
Według danych z roku 2019 gmina Murowana Goślina ma obszar 172 km², w tym:
- użytki rolne: 45%
- użytki leśne: 46%[3]

Gmina stanowi 9,06% powierzchni powiatu.

## Demografia
Dane z 30 czerwca 2019:
| Opis                              | Ogółem | Ogółem | Kobiety | Kobiety | Mężczyźni | Mężczyźni |
| --------------------------------- | ------ | ------ | ------- | ------- | --------- | --------- |
| jednostka                         | osób   | %      | osób    | %       | osób      | %         |
| populacja                         | 15 528 | 100    | 7839    | 50,5    | 7689      | 49,5      |
| gęstość zaludnienia (mieszk./km²) | 90,2   | 90,2   | 45,6    | 45,6    | 44,7      | 44,7      |

- Piramida wieku mieszkańców gminy Murowana Goślina w 2014 roku[5].

## Sport i wydarzenia sportowe

### Kolarstwo
- 7 września 2006 r. przez gminę Murowana Goślina przebiegała trasa czwartego etapu 63. Tour de Pologne.
- 12 września 2007 r. odbył się etap 64. Tour de Pologne przebiegający ulicami gminy.

### Cross Duathlon
19 kwietnia 2008 roku miały miejsce Mistrzostwa Polski w Cross Duathlonie. Odbyły się one na terenie Gospodarstwa Raduszyn.

## Miejscowości
Białęgi, Białężyn, Boduszewo, Długa Goślina, Głębocko, Głęboczek, Kamińsko, Kąty, Kąty, Łopuchowo, Łoskoń Stary, Mściszewo, Nieszawa, Pławno, Przebędowo, Raduszyn, Rakownia, Starczanowo, Trojanowo, Uchorowo, Wojnowo, Wojnówko, Zielonka, Złotoryjsko.
- Osady

1. 0589837 Kąty osada
2. 0590183 Odrzykożuch osada
3. 0589961 Raduszyn osada
4. 0590094 Szymankowo osada
5. 0589889 Worowo osada
6. 0589978 Złotoryjsko osada

- Osady leśnie

1. 0589808 Boduszewo osada leśna
2. 0590119 Brody osada leśna
3. 0589903 Głęboczek osada leśna
4. 0589820 Kąty osada leśna
5. 0589866 Łopuchówko osada leśna
6. 0589872 Łopuchówko osada leśna
7. 0589843 Łoskoń osada leśna
8. 0590190 Okoniec osada leśna
9. 0590036 Starczanowo osada leśna

- Wsie

1. 0589777 Białęgi wieś
2. 0589783 Białężyn wieś
3. 0589790 Boduszewo wieś
4. 0590160 Czernice wieś
5. 0589814 Długa Goślina wieś
6. 0589850 Głębocko wieś
7. 0589895 Głęboczek wieś
8. 0590177 Huciska wieś
9. 0589910 Kamińsko wieś
10. 0589932 Łopuchowo wieś
11. 0590042 Łoskoń Stary wieś
12. 0589955 Mściszewo wieś
13. 0589984 Nieszawa wieś
14. 0589990 Nieszawka wieś
15. 0589926 Pławno wieś
16. 0590007 Przebędowo wieś
17. 0590013 Rakownia wieś
18. 0590020 Starczanowo wieś
19. 0590071 Trojanowo wieś
20. 0590088 Uchorowo wieś
21. 0590102 Wojnowo wieś
22. 0590125 Wojnówko wieś
23. 0590131 Zielonka wieś

## Sąsiednie gminy
Czerwonak, Kiszkowo, Oborniki, Pobiedziska, Rogoźno, Skoki, Suchy Las